# Acronicta tristis
Acronicta tristis là một loài bướm đêm trong họ Noctuidae.